# Max-Weber-Platz metróállomás
A Max-Weber-Platz egy metróállomás Németországban, a bajor fővárosban, Münchenben a müncheni metró U4-es és U5-ös vonalán.

## Metróvonalak
Az állomást az alábbi metróvonalak érintik:
- U4
- U5
- Stammstrecke 3

## Kapcsolódó állomások
A metróállomáshoz az alábbi állomások vannak a legközelebb:
- Ostbahnhof (Bahnhof München-Neuperlach Süd, U5)
- Lehel (Westendstraße, U4)
- Prinzregentenplatz (Arabellapark, U4)
- Lehel (Laimer Platz, U5)

## Útvonal
| Vonal | Állomások |
| ----- | --- |
| U4    | Westendstraße – Heimeranplatz – Schwanthalerhöhe – Theresienwiese – Hauptbahnhof – Karlsplatz (Stachus) – Odeonsplatz – Lehel – Max-Weber-Platz – Prinzregentenplatz – Böhmerwaldplatz – Richard-Strauss-Straße – Arabellapark                                                                                  |
| U5    | Laimer Platz – Friedenheimer Straße – Westendstraße – Heimeranplatz – Schwanthalerhöhe – Theresienwiese – Hauptbahnhof – Karlsplatz (Stachus) – Odeonsplatz – Lehel – Max-Weber-Platz – Ostbahnhof – Innsbrucker Ring – Michaelibad – Quiddestraße – Neuperlach Zentrum – Therese-Giehse-Allee – Neuperlach Süd |

## Átszállási kapcsolatok
| U4 (Arabellapark ↔ Westendstraße)  |                         |
| U5 (Neuperlach Süd ↔ Laimer Platz) |                         |
| Állomás                            | Átszállási kapcsolatok  |
| Max-Weber-Platz                    | , 148 , 190 , 191 , X30 |